# 望京駅 (中国国鉄)
望京駅（ぼうけいえき）は中華人民共和国北京市朝陽区に位置し、中国国鉄北京鉄路局が管轄する双沙線の駅である。

## 利用可能な路線
中華人民共和国鉄道部(中国国鉄)
双沙線

## 歴史
- 1966年 - 開業。

## 隣の駅
中国国鉄
双沙線
北京朝陽駅 - 望京駅 - 黄土店駅
座標: 北緯40度01分17秒 東経116度28分15秒 / 北緯40.02139度 東経116.47083度